# Djibasso
Djibasso è un dipartimento del Burkina Faso classificato come comune, situato nella provincia  di Kossi, facente parte della Regione di Boucle du Mouhoun.
Il dipartimento si compone del capoluogo e di altri 45 villaggi: Ba, Banana, Bankoumana, Bara, Berkoué, Bida, Bokoro, Bonoua, Bouakuy, Diékan, Diekuini, Diena, Donkoro, Foni-Boronkin, Gnimini, Ira, Kansara, Kienekuy, Kira, Kolonkan, Kolonkani-Sirakoro, Kolonzo, Kombori, Maoulena, Mandara, Massakuy, Mouna, Nairena, Ouarokuy, Oura, Parakuy, Paranzo, Pia n° 1, Saba, Sadignakono, Sakuy, Samekuy, Sarakoro, Senoulo, Siedougou, Soumoukuy, Sounè, Soye, Tiemè e Voro.